# Carrer Sabater (Cervera)
Carrer Sabater és una via pública de Cervera (Segarra) inclosa a l'Inventari del Patrimoni Arquitectònic de Catalunya.

## Descripció
Carrer de traçat medieval, estret i llarg, que comunica el carrer de l'estudi Vell amb el carrer Major mitjançant dos portals. Al llarg del carrer hi ha una sèrie d'arcades a manera de portals que posen en comunicació les cases d'un costat de carrer amb les de l'altre. Les cases són de pedra i paredat, algunes han estat recentment renovades i arrebossades sense respectar l'estil del carrer. Hi ha algunes llindes inscrites.

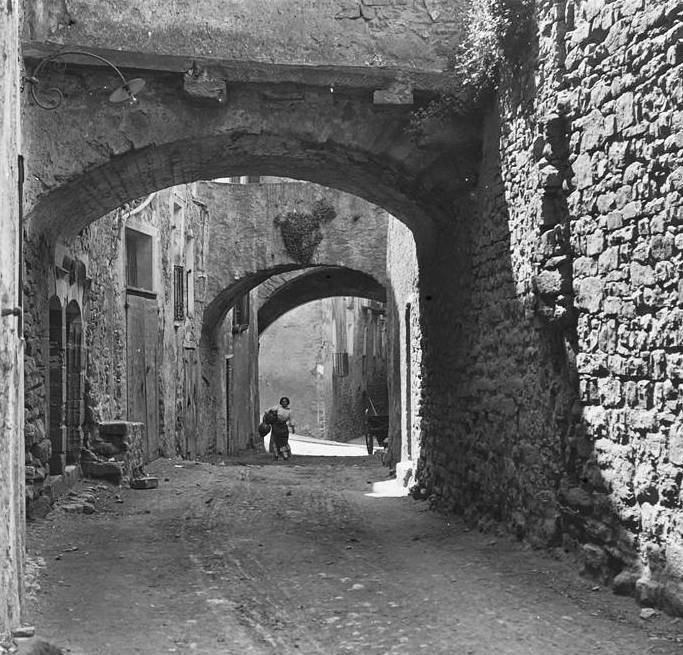
Any 1913

Hi ha un portal molt malmès amb la data de 1554 acompanyada d'un escut del llinatge Altamira. El portal correspon a la part posterior d'un antic casal del carrer Major.

## Història
Deu el seu nom a un llinatge, en el qual destacà Miquel de Sabater, que feu construir un gran casal a l'angle del carrer, marcat amb l'escut que porta els senyals de Sabater i l'Oluja. La construcció d'aquesta casa comportà la desviació del carrer, obstruí l'antic ingrés des del carrer del Portalet i li obrí un pas directe al carrer Major, encarat al gran portal dovellat que conservà el casal fins ben entrat el segle xx.
D'aquest llinatge fou Marià de Sabater, Marquès de Capmany, catedràtic de Dret a la Universitat de Cervera, al qual fou deguda la reforma de la casa decorada amb pintures murals de tema heroic. És autor d'una Miscel·lània Històrica de Cervera, d'una "Història de la Fundació Argelich-Rabassa", obres inèdites, i de molts memorials i informacions municipals.